# Либерман, Виктор Семёнович
Виктор Семёнович Либерман (10 января 1931, Ленинград — 17 июля 1999) — российско-нидерландский скрипач.

## Биография
Учился в Ленинграде, в том числе у Вениамина Шера. В 1958 году на первом Международном конкурсе имени П. И. Чайковского был удостоен пятой премии. На протяжении многих лет был концертмейстером первых скрипок в Симфоническом оркестре Ленинградской филармонии, который возглавлял Евгений Мравинский. Согласно мемуарам скрипача Я. Милкиса, «впечатляющим примером для молодых концертмейстеров могла бы быть та исключительная требовательность, с которой он заботился о единстве штрихов, идентичности манеры звукоизвлечения и вибрато, фразировки, ансамблевой точности и т. д.» Выступал с этим коллективом и как солист: по воспоминаниям вдовы Мравинского А. М. Вавилиной-Мравинской, выдающийся дирижёр полагал, что исполнение Либерманом Пассакальи из Первого скрипичного концерта Дмитрия Шостаковича является лучшим из всех когда-либо сыгранных. Леонид Гаккель вспоминает, «во время исполнения им Скрипичного концерта Берга в Большом зале Филармонии погас свет: Либерман в течение 15 — 20 минут вдохновенно играл с эстрады сольную скрипичную музыку Баха, пока свет не зажёгся вновь». Среди записей, сделанных Либерманом в СССР, — Соната № 6 для скрипки и фортепиано Людвига ван Бетховена (с Фелицией Фондаминской) и Концертная симфония для скрипки и альта с оркестром Вольфганга Амадея Моцарта (с альтистом Юрием Крамаровым и Ленинградским камерным оркестром под управлением Эдуарда Серова).
В 1979 году эмигрировал в Нидерланды. Был концертмейстером амстердамского оркестра Концертгебау, доцентом Амстердамской и профессором Утрехтской консерватории. На заключительном этапе своей карьеры в 1997—1999 гг. возглавлял Северо-Нидерландский оркестр.